# Georges de Hesse-Darmstadt (1669-1705)
Le Prince George-Louis de Hesse-Darmstadt (25 avril 1669 - 13 septembre 1705) à Montjuïc est un Feldmarschall de l'armée autrichienne, vice-roi de Catalogne (1698-1701), chef de l'armée autrichienne pendant la guerre de Succession d'Espagne (1701-1705), vainqueur de Gibraltar en 1704, Gouverneur de Gibraltar. Il est aussi connu sous le nom de Jorge de Darmstadt (en espagnol) et ou Jordi Darmstadt (en catalan).

## Jeunesse
Georges Louis de Hesse-Darmstadt est le troisième fils de Louis VI de Hesse-Darmstadt, Landgrave de Hesse-Darmstadt. Après la mort prématurée de son père, il est élevé par sa mère Élisabeth de Saxe-Gotha. En 1686, il entreprend un périple à travers la France et la Suisse. Étant le plus jeune fils, il a peu de chances de devenir le landgrave, il se destine donc à la carrière militaire.

## Carrière militaire
Il combat d'abord contre les Turcs sous les ordres du prince Eugène de Savoie. Il est présent à la bataille de Mohács. Puis il rejoint Guillaume III d'Orange dans la campagne irlandaise. À son retour, il se convertit au catholicisme et devint, en 1692, à l'âge de 23 ans, Generalfeldwachtmeister (major-général) dans l'armée autrichienne.
Il combat ensuite les Français pendant la guerre de la Ligue d'Augsbourg. En 1695, il est envoyé par l'Empereur à la tête d'une unité de 2 000 soldats, pour participer à la défense de la Catalogne contre les forces bien supérieures de l'armée française et de sa marine.
En 1697, il défend Barcelone, assiégée par terre par le maréchal Vendôme et par mer par l'amiral d'Estrées. À la demande de Madrid et contre son avis, la ville capitule après un siège de 52 jours.
En 1697, après la guerre, il est honoré et fait chevalier de l'Ordre de la Toison d'or. Après le retrait des Français, il est nommé vice-roi de Catalogne. Il apprend un peu de catalan et lance quelques réformes, devenant très populaire dans la région. En 1699, il est nommé General der Kavallerie (général de la cavalerie).
Mais en 1700 Philippe V succède à Charles II. En 1701, le Prince George-Louis est remplacé par un vice-roi pro-Bourbon: Luis Antonio Tomás Fernández de Portocarrero. À son retour en Autriche, l'empereur Léopold Ier lui ordonne de négocier une alliance entre l'Angleterre et le Portugal pour soutenir les revendications de son fils, l'archiduc Charles, au trône d'Espagne.
Dès le début de la guerre de Succession d'Espagne, il est envoyé à la tête des troupes autrichiennes pour soutenir la cause de l'archiduc Charles en Espagne. En 1704, sous son commandement, 1 800 soldats néerlandais et anglais débarquent et prennent Gibraltar. Lorsqu'il quitte Gibraltar (encore nominalement sous l'archiduc Charles, mais de facto au début d'une période de domination britannique), il prend le commandement de la conquête de Barcelone. Le 13 septembre, à l'assaut de la citadelle de Montjuich, une balle lui déchire une artère de la cuisse, il meurt d'hémorragie.
Son corps est embaumé et enterré dans l'église dels Josepets de Gràcia. En 1711, son cœur est envoyé à Darmstadt. Il est connu des Catalans sous le nom de Príncep Jordi (Prince Georges).
Une rue de Barcelone porte son nom: Carrer del Príncep Jordi. Une île de l'Archipel François-Joseph (dans l'Arctique) porte également son nom: Zemlya Georga, or Prince George Land.